# Жан-Луї Марі Пуаре
Жан-Луї Марі Пуаре (фр. Jean Louis Marie Poiret, 11 червня 1755 — 7 квітня 1916) — французький натураліст, ботанік та дослідник.

## Життя та робота
У 1785—1786 роках за дорученням короля Людовика XVI досліджував флору Алжиру. Після Французької революції, він став професором природної історії у Великі школи, Ени.

## Епоніми
- Рід бобових рослин Poiretia Vent. був названий на його честь.
- Рід черевоногих молюсків Poiretia Fischer, 1883 був названий на його честь. Це середземноморський рід з п'ятьма описаними видами, поширеними у Греції та Алжирі.

## Публікації
- Jean Louis Marie Poiret: Leçons de flore. Cours complet de botanique. 1819−1820.
- Jean Louis Marie Poiret: Voyage à Barbarie, …, pendant les années 1785 et 1786. 1789.
- Jean Louis Marie Poiret: Histoire philosophique, littéraire, économique des plantes d'Europe. 1825−1829.
- Jean-Baptiste de Lamarck, Jean Louis Marie Poiret: Encyclopédie méthodique. Botanique. 1789−1817.
- Jean-Baptiste de Lamarck, Jean Louis Marie Poiret: Tableau encyclopédique et méthodique des trois règnes de la nature. Botanique. 1819−1823.
- Flore médicale. Paris: Panckoucke, 1814.